# Стефан Попов (актьор, 1846)
Вижте пояснителната страница за други личности с името Стефан Попов.
Стефан Петков Попов е български драматичен актьор и режисьор. Брат е на драматичния актьор и режисьор Антон Попов.

## Биография
Роден е през 1846 г. в Казанлък. Първоначално учи в Казанлък, а след това в Католическата гимназия в Одрин, където баща му е преподавател. Получава стипендия и заминава за Рим, където изучава богословие. Там пребивава 10 години, проявява интерес към театъра и живописта. В 1875-1878 г. е служител в компанията „Източни железници“ в Истанбул. След Освобождението се установява в Пловдив, където се занимава с търговия, а след това е съдебен чиновник. През 1882-1883 г. е редактор във вестник „Кукуригу“. От Дирекцията на народното просвещение му е възложено да организира трупата на първия български субсидиран професионален театър в Пловдив. Взима участие в Сръбско-българската война от 1885 г. като локомотивен машинист. В периода 1886-1892 г. живее със семейството си в Истанбул и Егио, Гърция. След завръщането си в България постъпва като актьор в театър „Сълза и смях“. Напуска театъра около 1894 г. Почива на 27 февруари 1920 г.
Стефан Попов е автор на драматургични произведения и преводач на едноактни комедии.